# Spadochronowe Mistrzostwa Śląska 2018
Spadochronowe Mistrzostwa Śląska 2018 – odbyły się 2 czerwca 2018 na lotnisku Gliwice. Gospodarzem Mistrzostw był Aeroklub Gliwicki, a organizatorem Sekcja Spadochronowa Aeroklubu Gliwickiego. Patronat nad Mistrzostwami sprawował VII Oddział Związku Polskich Spadochroniarzy w Katowicach. Do dyspozycji skoczków był samolot An-2TD SP-AOB (piloci: Jacek Niezgoda i Tomasz Jackiewicz). Skoki wykonywano z wysokości 1000 m i opóźnieniem 0–5 sekund. Z powodu załamania pogody rozegrano po 2 kolejki skoków.

## Rozegrane kategorie
Mistrzostwa rozegrano w pięciu kategoriach celności lądowania:
- Indywidualnie
  - Spadochronów klasycznych
  - Spadochronów szybkich
  - Spadochronów szkolnych
- Drużynowo
  - Spadochronów szybkich
  - Spadochronów szkolnych.

## Kierownictwo Mistrzostw
- Sędzia główny – Ryszard Koczorowski
- Sędzia zawodów – Piotr Płotczyk
- Kierownik sportowy – Jan Isielenis.

Źródło:

## Medaliści
Medalistów Spadochronowych Mistrzostw Śląska 2018 podano za: Jan Isielenis, Archiwum Sekcji Spadochronowej Aeroklubu Gliwickiego, 2018, s. 1–3.
| Konkurencja                           | Złoto           | Srebro           | Brąz            |
| Spadochrony klasyczne – indywidualnie | Jan Mach        | Jakub Mróz       | Kamil Wójciak   |
| Spadochrony szybkie – indywidualnie   | Tymoteusz Tabor | Jacek Huszcza    | Leszek Tomanek  |
| Spadochrony szkolne – indywidualnie   | Grzegorz Cichy  | Jakub Kulawik    | Bartłomiej Nieć |
| Spadochrony szybkie – drużynowo       | Szybkie Gliwice | Aeroklub Gliwice | Super Opole     |
| Spadochrony szkolne – drużynowo       | Gliwice I       | Gliwice II       | Gliwice III     |

## Wyniki
Wyniki Spadochronowych Mistrzostw Śląska 2018 podano za: Jan Isielenis, Archiwum Sekcji Spadochronowej Aeroklubu Gliwickiego, 2018, s. 1–3.
W Mistrzostwach brało udział 24 zawodników  Polska.

### Klasyfikacja indywidualna (celność lądowania – spadochronyklasyczne)
| Miejsce | Imię i nazwisko | Nota łączna |
| ------- | --------------- | ----------- |
| 1.      | Jan Mach        | 0,05 m      |
| 2.      | Jakub Mróz      | 0,54 m      |
| 3.      | Kamil Wójciak   | 0,71 m      |
| 4.      | Jan Isielenis   | 1,05 m      |
| 5.      | Danuta Polewska | 1,11 m      |
| 6.      | Marcin Willner  | 2,00 m      |

### Klasyfikacja indywidualna (celność lądowania – spadochronyszybkie)
| Miejsce | Imię i nazwisko     | Nota łączna |
| ------- | ------------------- | ----------- |
| 1.      | Tymoteusz Tabor     | 0,00 m      |
| 2.      | Jacek Huszcza       | 4,80 m      |
| 3.      | Leszek Tomanek      | 4,80 m      |
| 4.      | Dariusz Nawacki     | 5,30 m      |
| 5.      | Mariusz Bieniek     | 14,10 m     |
| 6.      | Mirosław Zakrzewski | 26,90 m     |
| 7.      | Wojciech Kielar     | 30,00 m     |
| 8.      | Marcin Krupa        | 32,80 m     |
| 9.      | Łukasz Geilke       | 42,70 m     |
| 10.     | Michał Luty         | 50,00 m     |

### Klasyfikacja indywidualna (celność lądowania – spadochronyszkolne)
| Miejsce | Imię i nazwisko    | Nota łączna |
| ------- | ------------------ | ----------- |
| 1.      | Grzegorz Cichy     | 9,00 m      |
| 2.      | Jakub Kulawik      | 38,00 m     |
| 3.      | Bartłomiej Nieć    | 39,00 m     |
| 4.      | Michał Witas       | 63,00 m     |
| 5.      | Kamil Więcławik    | 83,00 m     |
| 6.      | Krzysztof Moj      | 97,00 m     |
| 7.      | Cezary Pawlikowski | 111,00 m    |
| 8.      | Paweł Rutkowski    | 135,00 m    |

### Klasyfikacja drużynowa (celność lądowania – spadochronyszybkie)
| Miejsce | Drużyna          | Zawodnicy           | Wynik drużyny |
| ------- | ---------------- | ------------------- | ------------- |
| 1.      | Szybkie Gliwice  | Mariusz Bieniek     | 19,80 m       |
| 1.      | Szybkie Gliwice  | Tymoteusz Tabor     | 19,80 m       |
| 1.      | Szybkie Gliwice  | Leszek Tomanek      | 19,80 m       |
| 2.      | Aeroklub Gliwice | Wojciech Kielar     | 62,20 m       |
| 2.      | Aeroklub Gliwice | Dariusz Nawacki     | 62,20 m       |
| 2.      | Aeroklub Gliwice | Mirosław Zakrzewski | 62,20 m       |
| 3.      | Super Opole      | Łukasz Geilke       | 97,50 m       |
| 3.      | Super Opole      | Jacek Huszcza       | 97,50 m       |
| 3.      | Super Opole      | Michał Luty         | 97,50 m       |

### Klasyfikacja drużynowa (celność lądowania – spadochronyszkolne)
| Miejsce | Drużyna     | Zawodnicy          | Wynik drużyny |
| ------- | ----------- | ------------------ | ------------- |
| 1.      | Gliwice I   | Grzegorz Cichy     | 76,00 m       |
| 1.      | Gliwice I   | Kamil Więcławik    | 76,00 m       |
| 2.      | Gliwice II  | Jakub Kulawik      | 149,00 m      |
| 2.      | Gliwice II  | Cezary Pawlikowski | 149,00 m      |
| 3.      | Gliwice III | Michał Witas       | 160,00 m      |
| 3.      | Gliwice III | Krzysztof Moj      | 160,00 m      |
| 4.      | Gliwice IV  | Paweł Rutkowski    | 174,00 m      |
| 4.      | Gliwice IV  | Bartłomiej Nieć    | 174,00 m      |